# Potorous tridactylus
Potorous tridactylus é uma espécie de marsupial da família Potoroidae.
Endêmico da Austrália.